# Villamartín de Sotoscueva
Villamartín de Sotoscueva es una entidad de población española del municipio de Merindad de Sotoscueva, perteneciente a la provincia de Burgos, en la comunidad autónoma de Castilla y León.

## Toponimia
El lugar puede aparecer referido como «Villamartín de Sotoscueva» y «Villamartín».

## Historia
Hacia mediados del siglo XIX, el lugar, ya por entonces perteneciente al ayuntamiento de Merindad de Sotoscueva, tenía contabilizada una población de 82 habitantes. Aparece descrito en el decimosexto y último volumen del Diccionario geográfico-estadístico-histórico de España y sus posesiones de Ultramar de Pascual Madoz con las siguientes palabras:

VILLAMARTIN: l. en la prov., aud. terr., c. g. y dióc. de Búrgos (16 leg.), part. jud. de Villarcayo (3), ayunt. de la merind. de Sotoscueva (1/2): sit. en terreno montuoso, con huena ventilacion y clima frio, pero sano. Tiene 45 casas divididas en 2 barrios; escuela de instruccion primaria; una igl. parr. (San Estéban Mártir) servida por un cura párroco. El térm. confina N. Cueva y Cornejo: E. Butrera y Torme; S. Ahedo de Linares, y O. Cogollos. El terreno es de mediana calidad; sus montes estan poblados de encinas y robles. Los caminos son locales. El correo se recibe de Villarcayo. prod.: cereales, legumbres, patatas y frutas; cria ganado mular, caballar, vacuno y de cerda, y caza mayor. pobl.: 22 vec., 82 almas. cap. prod.: 229,000 rs. imp.: 23,443 rs.
(Madoz, 1850, p. 182)

En 2022, la entidad singular de población tenía empadronados diecisiete habitantes y el núcleo de población, los mismos.

## Patrimonio
Hay en el lugar una iglesia de San Esteban.